# Shock of Love
「Shock of Love」（ショック・オブ・ラブ）は相川七瀬の22枚目のシングル。2003年2月13日発売。

## 解説
TBS系「スーパーサッカーPLUS」エンディングテーマ。本作は大黒摩季が作詞。織田哲郎プロデュース作品は29枚目のシングル「tAttoo」リリースまでに、約6年9ヶ月のブランクが空いた。

## 収録曲
1. Shock of love
  - 作詞：大黒摩季　作曲・コーラスアレンジ：織田哲郎　編曲：I.N.A
2. THAT DAY+THAT MOMENT
  - 作詞：相川七瀬　作曲：有原雅人　編曲：平出悟
3. 不謹慎な望み
  - 作詞：相川七瀬・Giorgio Cancemi　作曲：大野秀貴　編曲：ホリエアキラ

## 収録アルバム
Shock of Love
- 7 seven
- NANASE AIKAWA BEST ALBUM "ROCK or DIE"

## 参加ミュージシャン
- I.N.A - ギター、プログラミング
- 平出悟 - プログラミング
- ホリエアキラ - ギター、キーボード、プログラミング